# Josef Chajim Brenner
Josef Chajim Brenner (hebrejsky יוסף חיים ברנר‎, 30. srpna 1881 (podle juliánského kalendáře) – 2. května 1921) byl v ukrajinské části Ruska narozený spisovatel hebrejsky psané literatury a jeden z průkopníků moderní hebrejské literatury.

## Biografie
Narodil se do chudé židovské rodiny ve městě Novi Mlyny v carském Rusku (dnešní Ukrajina). Studoval v ješivě v Pochepu a v roce 1900 vyšel jeho první příběh s názvem Pat lechem (doslova „Krajíc chleba“) v hebrejsky psaných novinách ha-Melic. O rok později příběh následovala sbírka krátkých povídek. V roce 1902 Brenner narukoval do ruské armády a o dva roky později dezertoval po vypuknutí rusko-japonské války. Byl chycen, ale díky pomoci Bundu se mu podařilo uprchnout do Londýna. V Londýně žil v bytě ve Whitechapelu, jenž byl zároveň redakcí hebrejského periodika ha-Me'orer, které Brenner editoval v letech 1906 až 1907. V roce 1922 vydal Ašer Bejlin článek Brenner in London, pojednávající o této části Brennerova života.
Brenner byl ženatý a se svou manželkou Chajou měli syna Uriho.
Do Palestiny, jež byla v té době součástí Osmanské říše, imigroval v roce 1909. Nejprve pracoval jako rolník, dychtivý přenést svou sionistickou ideologii do praxe. Na rozdíl od A. D. Gordona však nevydržel náročnost manuální práce a po krátké době se začal věnovat literatuře a vyučoval na gymnáziu Herzlija v Tel Avivu. Podle biografky Anity Šapirové trpěl depresemi a problémy se sexuální identitou. V květnu 1921 byl ve třiceti devíti letech zavražděn během Jaffských nepokojů. Je pohřben na Trumpeldorově hřbitově v Tel Avivu.

### Sionistické postoje
Ve svých pracích Brenner chválil sionistické úsilí, v rozporu s tím však tvrdil, že země izraelská je jen další diaspora, která se nijak neliší od ostatních diaspor.

### Spisovatelský styl
Brenner byl velmi „experimentální“ spisovatel, a to jak co se týká používání jazyka, tak literární formy. Jelikož moderní varianta hebrejštiny byla stále ještě v plenkách, improvizoval směsicí hebrejštiny, aramejštiny, jidiš a arabštiny. Při své snaze vylíčit život realisticky je jeho dílo plné emotivní interpunkce a elips.

## Vzpomínka
Na místě, kde byl Brenner zavražděn se dnes nachází Brennerův dům, kde sídlí mládežnické organizace Histadrutu, ha-No'ar ha-oved ve-ha-lomed. Na jeho počest nese jeho jméno kibuc Giv'at Brenner a kibuc Revivim na jeho počest pojmenoval jeho jménem svůj časopis. Jeho jméno rovněž nese Brennerova cena, která patří mezi nejprestižnější izraelské literární ocenění.

## Dílo
- Me-emek achur (soubor 6 povídek), Varšava, 1900
- Ba-choref („V zimě“, román), ha-Šiloach, 1904
- Mi-saviv la-nekuda (román), ha-Šiloach, 1904
- Min ha-mecar (román), 1908
- Acabim („Nervy“, román), Shalekhet, 1910
- Mi-kan u-mi-kan („Odtud a odtud“, román), Sifrut, 1911
- Šechol ve-kišalon (román), Štiebel, 1920